# Vicinanza di Casalmaggiore
La Vicinanza di Casalmaggiore era un territorio che circondava il comune cremonese di Casalmaggiore.

## Storia
Già nel Quattrocento il comune di Casalmaggiore ottenne dai Visconti speciali autonomie e privilegi, onde mantenersi fedele questa località strategica sul Po oggetto delle mire veneziane. Tra questi vantaggi, ci fu quello di mantenere un certo potere sui paesi vicini, creando al contempo un territorio cuscinetto intermedio, la Vicinanza, sul modello dei Corpi Santi, denominazione con cui si indicava, fino al XIX secolo circa, la fascia di territorio del suburbio extramurale della maggior parte delle città lombarde e piemontesi. Con l’imperatrice Maria Teresa, questa autorità assunse la forma di una separata amministrazione di tipo provinciale, mentre fu con Napoleone che i comuni vennero soppressi e tutto il territorio venne unificato nella Città di Casalmaggiore.
Una speciale dispensa continuò comunque a configurare separatamente l’ex comune ai fini censuari, con confini ufficialmente definiti.